# Femmetje de Wind
Femmetje de Wind (Amsterdam, 29 november 1973) is een Nederlandse schrijver, columnist, (hoofd)redacteur, advocaat en uitgever.

## Levensloop
De Wind ging naar het Vossius Gymnasium. Zij haalde haar gymnasium eindexamen op het Hervormd Lyceum Zuid. Ze ging Rechten studeren aan de Universiteit van Amsterdam. Na haar propedeuse startte ze een studie Vergelijkende Kunstwetenschap:woord en beeldrelaties aan de VU.
Ze behaalde een Master in Nederlands Recht en een Bachelor aan de Letteren Faculteit. Tijdens haar studie was ze redacteur voor De gids voor de rechtenstudie en de juridische beroepen. Ook werkte ze al journalist voor Het Joods Journaal. Ze studeerde ook twee jaar in Israel, waarvan een jaar aan de Universiteit van Tel Aviv.

## Carrière: Journalistiek
Na haar studie werd ze adjunct-hoofdredacteur van het tijdschrift: Miljonair. Een paar jaar later bedacht ze het tijdschrift Jackie, een vrouwenblad dat zich richtte op ambitieuze vrouwen tussen de 18 en 35. Ze bleef zes jaar lang hoofdredacteur. In die tijd zette ze ook de mannelijke tegenhanger van Jackie op: JFK. Tijdens deze periode schreef ze ook columns voor andere media. Ze had een column ("De Fjes") in tijdschrift Quote, en later ook in het tijdschrift Esquire. Voor dagblad De Pers schreef ze een aantal jaar wekelijks een column. In die tijd had zij ook zitting in het journalistenpanel van BNR Nieuwsradio. Ze schrijft de laatste jaren regelmatig columns voor Jonet. In 2024 schreef ze  columns voor Telegraaf Vrouw online. 
In 2010 verscheen het boek Wat wil de man? bij uitgeverij Prometheus. Dit boek schreef zij samen met journaliste en Quote hoofdredacteur Mirjam van den Broeke. Het boek, een dating en relatie-handboek werd voorzien van een voorwoord door Jort Kelder Er volgde nog een boek, dit keer voor mannen: Wat wil de vrouw? In 2012 verscheen bij Prometheus de verzamelbundel Wat wil de M/V. Daarmee kwam de reeks tot een eind.
In 2015 verscheen haar eerste debuutroman: Rivka. Het boek handelt deels over het oorlogsverleden van haar vader. Hoofdpersonage Rivka Cohen groeit op met een vader die een zwaar oorlogstrauma meetorst. Ze probeert te ontsnappen aan zijn emotionele claim en loopt regelrecht in de armen van de veel oudere, getrouwde en zeer succesvolle Amsterdamse strafpleiter Daniel Rubinstein. Hij lijkt in alles het tegenbeeld van haar vader. De relatie begint veelbelovend, maar eindigt in mineur: Rubinstein is net als Rivka's vader een getraumatiseerd man. Tien jaar later is Rivka gesetteld, ze heeft een man en een dochtertje. Toch blijft ze onrustig en twijfelt ze voortdurend over haar keuzes. Als Daniel dan onverwachts weer opduikt, brengt hij behalve intense gevoelens ook vragen mee over haar verleden. De ontmoeting dwingt Rivka haar twijfels te toetsen en op zoek te gaan naar de wortels van haar familietrauma. Hoe dichter ze bij de waarheid komt, hoe verder weg ze raakt van haar zekerheden tot ze alles dreigt te verliezen. Hoe ver zal Rivka gaan in haar poging het verleden te herstellen?

## Uitgeverij: WindPublishing
Eind 2012 startte De Wind een eigen uitgeverij, WindPublishing, waar zij zich tot doel stelde om middels ludieke marketing-acties, boeken en schrijvers voor een breed publiek toegankelijk te maken. De eerste actie zette meteen de toon; Heleen van Royen schreef de novelle Verboden Vruchten. Er werden ruim 250.000 boeken verkocht in tien dagen tijd. Later volgden er nog vele bekende namen en acties, waaronder een vedettestripboek over Johan Cruijff, een novelle door Peter R. de Vries over zijn jeugdjaren en een kinderboek met Angela Groothuizen. 
In 2015 lanceerde WindPublishing het publiekstijdschrift Wendy. Het tijdschrift werd gehost door tv-presentatrice Wendy van Dijk. De Wind was naast uitgever ook een tijdje hoofdredacteur van het magazine. Eind 2016 verkocht De Wind haar aandelen aan Wendy van Dijk. De Wind specialiseerde zich daarna in content marketing. Zo gaf zij met een aantal beauty bloggers en vloggers -waaronder Xelly Cabau van Kasbergen en Cynthia Schultz- een beauty boek uit voor ETOS. Ze bemiddelde bij de totstandkoming van een samenwerking tussen Biohorma en Wilfred en Lili Genee rondom hun boek Vullen of Voeden? Het boek werd gratis verspreid bij aankoop van producten van A. Vogel bij Kruidvat.

## Media Consultant
Begin 2017 trad De Wind aan bij de digitale uitgeverij Wayne Parker Kent als Head of Publishing. Zij werd uitgever van alle online magazines (NSMBL, Culy, Famme, Beautify, Want, Manners en Froot). In die hoedanigheid was ze eindverantwoordelijk voor de ontwikkeling van alle titels en het stroomlijnen van redactionele processen in combinatie met digitale productoptimalisatie. De Wind nam tevens plaats in het managementteam van Wayne Parker Kent
Hierna deed ze nog enkele adviestrajecten bij Audax en DPG Media (Brand Studio) voordat ze zich terugtrok om een nieuwe roman te schrijven. 

## Schrijverschap
In 2020 besloot De Wind zich full time te wijden aan het schrijverschap.  In dat jaar publiceerde zij Het Beloofde Leven, een roman over een jonge vrouw die voor de liefde naar Israël verhuist en daar in een Jesjiva Joods probeert te worden.  Twee jaar schreef zij samen met Elle van Rijn, Marion Pauw en Roos Schlikker een roman: Vier wandelaars en een Siciliaan. Het boek werd een bestseller. Een jaar later (2023) verscheen opnieuw een samengesteld werk: Een familie en een Griekse God. Dit keer met Elle van Rijn, Roos Schlikker en Ronald Giphart. 
In 2023 stelde zij een boek samen waarin kinderen van de joodse basisschool Rosj Pina hun (over)grootouders interviewden over de Tweede Wereldoorlog. Vijftig verhalen, sommigen opgetekend door bekende schrijvers zoals Arnon Grunberg, Alex Boogers, Jessica Durlacher en Robert Vuijsje, werden opnieuw verteld en vereeuwigd in dit boek. (Fotografie door Sarah de Wolff). 
In 2024 publiceerde ze een roman over het leven van Holocaustoverlevende Elly Vleeschhouwer. Vleeschouwer overleefde acht concentratiekampen en deelde haar verhaal  in een serie gesprekken en videointerviews met De Wind. Van het boek werden meer dan tienduizend exemplaren verkocht.

## Bestseller 60
| Boeken met noteringen in de Nederlandse Bestseller 60 | Jaar van verschijnen | Datum van binnenkomst | Hoogste positie | Aantal weken | Opmerkingen                                                                            |
| ----------------------------------------------------- | -------------------- | --------------------- | --------------- | ------------ | -------------------------------------------------------------------------------------- |
| Vier wandelaars en een Siciliaan                      | 2022                 | 01-06-2022            | 8               | 14           | in samenwerking met Marion Pauw, Elle van Rijn en Roos Schlikker                       |
| Door hun ogen                                         | 2023                 | 10-05-2023            | 59              | 1            | met bijdragen van o.a. Jessica Durlacher, Frits Barend, Alex Boogers en Robert Vuijsje |
| Hij noemde me Elly                                    | 2024                 | 24-04-2024            | 18              | 2            |                                                                                        |